# Tito Estatilio Tauro (cónsul 11)
Tito Estatilio Tauro (en latín, Titus Statilius Taurus) fue un senador romano de comienzos del siglo I, que desarrolló su carrera política bajo el imperio de Augusto.

## Orígenes familiares y carrera
Era nieto de Tito Estatilio Tauro, uno de los más importantes generales del Augusto, consul ordinarius en 37 a. C. y 26 a. C.. Su hermano era Sisena Estatilio Tauro consul ordinarius en 16. 
Fue nombrado consul ordinarius en 11.

## Matrimonio y descendencia
Se casó con Valeria Mesalina, hija de Marco Valerio Mesala Corvino, consul ordinarius en 31 a. C., con quien tuvo un hijo, Tito Estatilio Tauro, consul ordinarius en 44.